# Simone Opitz
Simone Opitz (ur. 3 lipca 1963 w Sonnebergu) – niemiecka biegaczka narciarska, reprezentująca też NRD.

## Kariera
W 1988 roku wystąpiła na igrzyskach olimpijskich w Calgary, gdzie była między innymi piąta w biegu na 20 km techniką dowolną oraz w sztafecie. Na rozgrywanych cztery lata później igrzyskach olimpijskich w Albertville najlepsze wyniki uzyskała na dystansie 30 km stylem dowolnym i w sztafecie, które kończyła na ósmej pozycji. Była też między innymi czwarta w sztafecie podczas mistrzostw świata w Oberstdorfie w 1987 roku. W zawodach Pucharu Świata pierwsze punkty zdobyła 14 lutego 1985 roku w Klingenthal, gdzie zajęła 18. miejsce w biegu na 10 km. Niecały rok później, 11 stycznia 1986 roku w Les Saisies po raz pierwszy stanęła na podium zawodów tego cyklu, kończąc bieg na 10 km na trzeciej pozycji. Wyprzedziły ją jedynie dwie rodaczki: Gaby Nestler i Carola Jacob. W kolejnych startach jeszcze dwa razy stanęła na podium: 18 stycznia 1986 roku w Novym Měscie była najlepsza w biegu na 20 km stylem dowolnym, a 15 marca 1986 roku w Oslo zajęła drugie miejsce w biegu na 10 km techniką dowolną. W klasyfikacji generalnej sezonu 1985/1986 zajęła ostatecznie piąte miejsce.

## Osiągnięcia

### Igrzyska olimpijskie
| Miejsce | Dzień     | Rok  | Miejscowość | Konkurencja             | Czas biegu | Strata  | Zwyciężczyni               |
| ------- | --------- | ---- | ----------- | ----------------------- | ---------- | ------- | -------------------------- |
| 10.     | 14 lutego | 1988 | Calgary     | 10 km stylem klasycznym | 30:08,3    | +1:06,0 | Vida Vencienė              |
| 13.     | 17 lutego | 1988 | Calgary     | 5 km stylem klasycznym  | 15:04,0    | +37,1   | Marjo Matikainen-Kallström |
| 5.      | 21 lutego | 1988 | Calgary     | Sztafeta 4 × 5 km       | 59:51,1    | +2:28,8 | ZSRR                       |
| 5.      | 25 lutego | 1988 | Calgary     | 20 km stylem dowolnym   | 55:33,6    | +2:00,7 | Tamara Tichonowa           |
| 27.     | 13 lutego | 1992 | Albertville | 5 km stylem klasycznym  | 14:13,8    | +1:11,1 | Marjut Lukkarinen          |
| 12.     | 15 lutego | 1992 | Albertville | 5+10 km pościgowy       | 40:07,7    | +2:22,6 | Lubow Jegorowa             |
| 8.      | 17 lutego | 1992 | Albertville | Sztafeta 4 × 5 km       | 59:34,8    | +2:47,8 | WNP                        |
| 8.      | 21 lutego | 1992 | Albertville | 30 km stylem dowolnym   | 1:22:30,1  | +4:47,3 | Stefania Belmondo          |

### Mistrzostwa świata
| Miejsce | Dzień     | Rok  | Miejscowość   | Konkurencja           | Czas biegu | Strata  | Zwyciężczyni   |
| ------- | --------- | ---- | ------------- | --------------------- | ---------- | ------- | -------------- |
| 4.      | 18 lutego | 1987 | Oberstdorf    | Sztafeta 4 × 5 km     | 58:08,8    | +1:37,7 | ZSRR           |
| 5.      | 10 lutego | 1991 | Val di Fiemme | 10 km stylem dowolnym | 28:25,9    | +44,9   | Jelena Välbe   |
| 5.      | 14 lutego | 1991 | Val di Fiemme | Sztafeta 4 × 5 km     | 55:36,6    | +2:10,9 | ZSRR           |
| 7.      | 16 lutego | 1991 | Val di Fiemme | 30 km stylem dowolnym | 28:25,9    | ?       | Lubow Jegorowa |

### Puchar Świata

#### Miejsca w klasyfikacji generalnej
- sezon 1984/1985: 17.
- sezon 1985/1986: 5.
- sezon 1986/1987: 39.
- sezon 1987/1988: 17.
- sezon 1990/1991: 14.
- sezon 1991/1992: 19.

#### Miejsca na podium
| Nr | Dzień       | Rok  | Miejscowość | Konkurencja           | Czas biegu | Strata | Miejsce | Zwycięzca        |
| -- | ----------- | ---- | ----------- | --------------------- | ---------- | ------ | ------- | ---------------- |
| 1. | 11 stycznia | 1986 | Les Saisies | 10 km stylem dowolnym | ?          | ?      | 3.      | Gaby Nestler     |
| 2. | 18 stycznia | 1986 | Nové Město  | 20 km stylem dowolnym | ?          | ?      | 1.      | Marjo Matikainen |
| 3. | 15 marca    | 1986 | Oslo        | 10 km stylem dowolnym | 30:31,6    | +15,2  | 2.      | Jaana Savolainen |